# Södra Värmlandsnäs församling
Södra Värmlandsnäs församling är en församling i Säffle pastorat i Västra Värmlands kontrakt i Karlstads stift. Församlingen ligger i Säffle kommun i Värmlands län.

## Administrativ historik
Församlingen bildades 2010 genom sammanläggning av Botilsäters församling, Ölseruds församling, Millesviks församling och Eskilsäters församling.

## Kyrkor
- Botilsäters kyrka
- Ölseruds kyrka
- Millesviks kyrka
- Eskilsäters kyrka